# Johann Balthasar Jacob Rathgeber

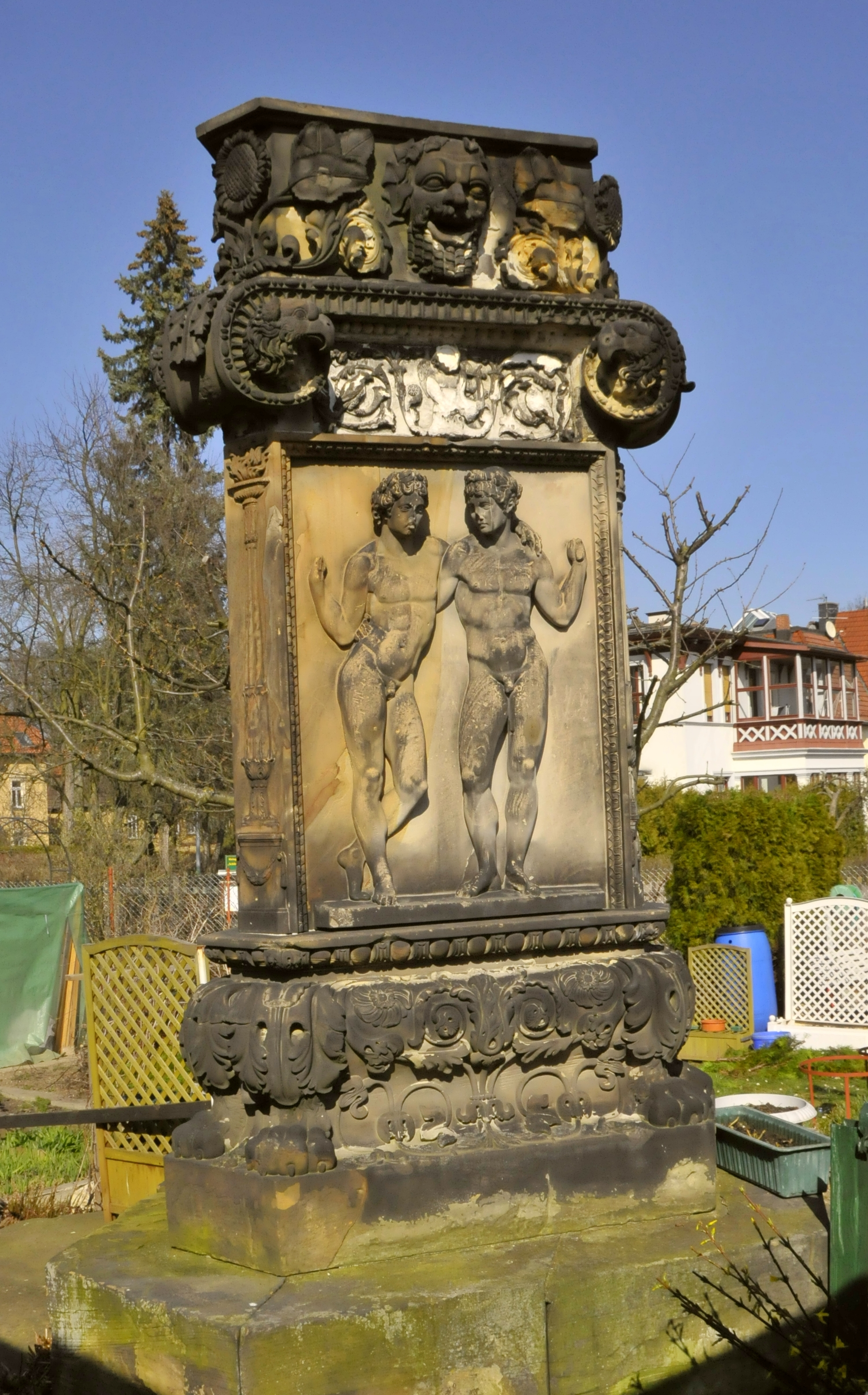
Zwei-Welten-Säule von Johann Balthasar Jacob Rathgeber

Johann Balthasar Jacob Rathgeber (geb. 14. April 1770 in Gotha; gest. 22. Mai 1845 ebenda) war ein deutscher Bildhauer. Er gehört kunsthistorisch in die Zeit des Klassizismus.

## Leben und Werk
Er machte 1796 im Reichsanzeiger bekannt, dass er „nachdem er einige Jahre in Berlin bey der Akademie gewesen ist, alle mögliche Bildhauer-Arbeit anzunehmen“ bereit sei. Demnach war er wohnhaft an dem Siebleber Thore zu Gotha. Sein einziges Kind war der spätere Bibliothekar Georg Rathgeber (1800–1875).  Rathgeber wurde 1799 Hofbildhauer von Sachsen Coburg und Gotha und 1824 zum Professor der bildenden Künste ernannt.
Die wohl bedeutendste Persönlichkeit, die Rathgeber porträtierte, war Zar Alexander I. von Russland, den er um 1810 in Form eines Medaillons darstellte. Rathgeber war bereits 1804 in Gotha Hofbildhauer, obwohl er in der Wahrnehmung erst ab 1820 als solcher galt. Ein Brief von Christian Friedrich Tieck an Goethe bestätigt das. Tieck arbeitete mit Rathgeber später an der Skulptur des Berliner Schauspielhauses zusammen. Tieck hatte Rathgeber offenbar bereits in seiner Lehrzeit bei Johann Gottfried Schadow gekannt, bei dem beide Schüler waren. Er und Friedrich Wilhelm Eugen Döll, der auch in Gotha Bildhauer war, wurde auf eine Anfrage 1807 von Karl August Böttiger hin für weitere mögliche Bildhauer für das „Pantheon der Deutschen“ an Schadow allerdings als „sehr schwache Bildhauer“ bezeichnet. Die Qualität der von Johann Balthasar Rathgeber überlieferten Werke widerspricht der negativen Einschätzung des Lehrmeisters Schadow. Schlagendster Beweis für die Unrichtigkeit von Schadows Einschätzung gegenüber Rathgeber ist die Tatsache, dass eine Büste von Otto von Guericke, die von Rathgeber geschaffen wurde, den Weg in die Ruhmeshalle bzw. Walhalla bei Donaustauf fand. Auf jene bezog sich ja Böttigers Anfrage. Das wiegt umso schwerer, weil die Bestellung zusammen mit weiteren Büsten anderer Persönlichkeiten ursprünglich 1807 an Schadow ergangen war. Der erwähnte Döll kam 1782 mit einer Büste zu Johann Joachim Winckelmann in das Pantheon in Rom, was auch der negativen Einschätzung seiner Fähigkeiten durch Schadow widerspricht.

## Werke (Auswahl)
- Trophäe, Weimar 1807[10]
- Büste Otto von Guericke, Walhalla 1811
- Büste Herzog Friedrich IV. von Sachsen-Gotha-Altenburg, 1812[11]
- Grabrelief für eine junge Frau, 1816[12]
- Büste Friedrich Wilhelm Doering, 1816[13]
- Ära der Freundschaft oder Zwei-Welten-Säule, Gotha 1824